# N-6
La N-6 (anteriormente N-VI), conocida también oficialmente como carretera de La Coruña, es una carretera radial que une Madrid con La Coruña, atravesando las poblaciones de Las Rozas de Madrid, Collado Villalba, Guadarrama, San Rafael, Villacastín, Sanchidrián, Tordesillas, Benavente, Astorga, Ponferrada y Lugo, entre otras.
La N-6 ha sido desdoblada en autovía A-6 desde su nacimiento en Moncloa, Madrid, hasta Collado Villalba, y en el sector entre Adanero y Benavente (tramos: Adanero-Arévalo, Arévalo-Medina del Campo, Medina del Campo-Tordesillas y Tordesillas-Benavente). También está desdoblada entre Benavente y La Coruña pero por trazado distinto lo que conserva esta vía. La vía es de doble calzada entre las localidades de Nadela y Lugo pasando a denominarse LU-11, y entre Lugo y el fin de su límite municipal, además de desde San Pedro de Nós a La Coruña dónde pasa a denominarse AC-12.
En el tramo entre Collado Villalba y Adanero no está desdoblada, y puede hacerse el recorrido, bien por la carretera nacional o por la autopista de peaje AP-6, concesión de Abertis, que discurre paralela a la N-6 y que permite evitar sus puntos más conflictivos, como el Alto del León y las localidades segovianas de San Rafael y Villacastín.
Carece de identificador europeo en todo su recorrido. Entre las localidades de Baamonde (Lugo) y Betanzos (A Coruña) la E-70 hace aparición con la incorporación de la A-8 Autovía del Cantábrico, pero desde su construcción pasa a portarlo la autovía A-6.
En Betanzos enlaza con la N-651, que dirige a Ferrol, a través de la FE-14, así como con la AP-9F E-1 Autopista del Atlántico Ramal a Ferrol, que conecta con Ferrol por la FE-15. Además se conecta también con esta a través de la AP-9, Autopista del Atlántico tanto para La Coruña como a Tuy y Portugal, desde la A-6 y el ramal entre ambas con el Área de Peaje de Macenda.
La N-651, carretera Madrid-Ferrol, históricamente fue un tramo de la N-VI, que partía de Betanzos. Entonces, la N-VI (actualmente N-6), recibía el nombre de Carretera de Madrid a La Coruña y Ferrol.
Entre Adanero y Benavente se conserva bajo el firme de las plataformas de la autovía. En uso, solo se conserva en los tramos Collado Villalba-Adanero (donde no dispone de alternativa gratuita en forma de autovía) y Benavente-La Coruña. Entre Las Rozas de Madrid y Collado Villalba, solo se conserva bajo la vía de servicio del sentido Villalba, entre los PPKK 30 y 32, ya que el resto fue eliminada a partir de 1964 para construcción del primer tramo de la autovía del Noroeste A-6, y que condicionó que no pudiera ser aprovechada como en el caso de otras autovías.

## Antiguos tramos

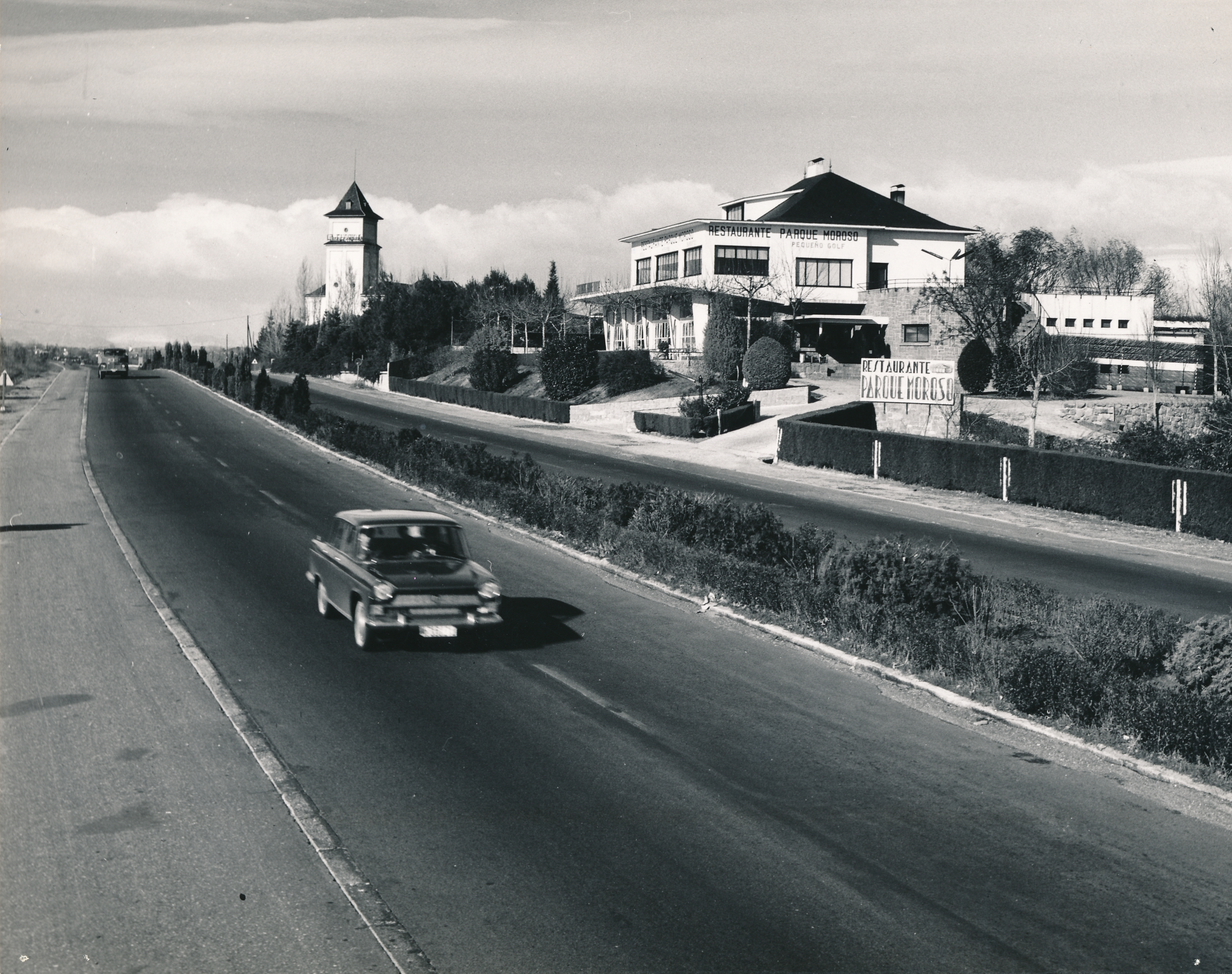
La N-VI (actual N-6) en 1962

### Astorga
Una vez que se sale de Astorga, León, y viajando hacia el noroeste, hay desvíos hacia Pradorrey y Combarros, que no son más que el recorrido que la N-VI tenía hasta la década de 1970, y que en la actualidad tienen denominación de carreteras locales leonesas.

### LE-106
De nuevo, y tras la transferencia de propiedad a Castilla y León, hay un tramo bastante largo que ya no figura como carretera nacional. Tras el tramo de la N-6 que hay en la bajada del Manzanal (La Cepeda), la LE-106 pasa a denominar el antiguo trazado de la N-6 mientras esta última continúa su recorrido en uno más reciente. Este antiguo tramo, el cual actualmente es una carretera de la provincia de León, ha sido muy mejorado en años recientes, con una nueva cinta de asfalto y guardarraíles, y nos llevará hacia Torre del Bierzo y Bembibre por el antiquísimo recorrido de esta carretera nacional. Este trayecto se podrá ver serpenteando por la ladera de las montañas por debajo de la actual N-6, siendo un recorrido muy sinuoso y con unas curvas a veces ciegas; y teniendo en cuenta que, hasta la llegada a Torre del Bierzo, no existe línea continua central.
Gracias a la transferencia de propiedad, por primera vez recibió un nuevo firme con asfalto de buena calidad, nueva señalética, y guardarraíles que protegen de salidas de vía, brindando mayor seguridad que los antiguos malecones, ya que hay que tener en cuenta que es una carretera de alta montaña.

### LE-713
El antiguo trazado de la N-6 entre el barrio ponferradino de Fuentesnuevas y Villafranca del Bierzo, que transcurría por los municipios de Camponaraya y Cacabelos, fue sustituido por la actual variante que circunvala Ponferrada por el norte y continúa hasta Villafranca por el sur, paralelo a la autovía del noroeste A-6.
Este tramo original fue cedido a la Diputación Provincial de León y renombrado como LE-713.
La LE-713 se une finalmente a la N-6 en la localidad de Cacabelos, y algo más allá existe un pequeño tramo, que atraviesa Villafranca del Bierzo y finaliza tras el túnel.

### N-006 A
Durante varios kilómetros, también en la provincia de León, varios de sus tramos primitivos han sido renombrados como la N-006 A, con el identificador de color verde, y que son los antiguos trazados que van uniendo las antiguas poblaciones con la carretera N-6 principal. En varios puntos son adecuados para el tránsito de los peregrinos del Camino de Santiago, incluso siendo la única alternativa a la A-6 durante varios kilómetros, como puede verse en Ruitelán, por ejemplo. Dichos tramos son administrados en la actualidad por la Junta de Castilla y León.

## En la cultura popular
Esta carretera fue objeto de una película documental homónima dirigida por el realizador gallego Pela del Álamo y producida por Diplodocus Producións. El tema principal de la cinta es, en su opinión, el proceso de abandono que sufren las carreteras tradicionales en todo el mundo una vez las rutas son redirigidas por las nuevas autopistas y autovías. El documental lleva por título N-VI (al realizarse antes del cambio de denominación) y se estrenó en 2012.